# Едгар Кран
Едгар Кран (ест. Edgar Krahn; 19 вересня (1 жовтня) 1894, Юріївський повіт — 6 березня 1961, Кенсінгтон) — естонський математик.